# Ficus yunnanensis
Ficus yunnanensis är en mullbärsväxtart som beskrevs av S. S. Chang. Ficus yunnanensis ingår i släktet fikonsläktet, och familjen mullbärsväxter. Inga underarter finns listade i Catalogue of Life.